# ريلاموريلين
ريلاموريلين (بالإنجليزية: Relamorelin)‏ ويعرف بالاسم التجاري ريلاموريلين (بالإنجليزية: Relamorelin)‏ هو دواء يساعد على تنظيم حركة الأمعاء، ويستخدم لعلاج شلل المعدة، فقدان الشهية الإمساك. 

## روابط خارجية
- ريلاموريلين – AdisInsight